# Wolfgang Bürger
Wolfgang Bürger (* 12. Juli 1931 in Dresden; † 25. März 2022 in Schorndorf) war ein deutscher Physiker, bekannt als Sachbuchautor und für seine  populärwissenschaftliche Vermittlung der Physik.
Bürger studierte Physik in Hamburg und Göttingen, wo er sein Diplom am Max-Planck-Institut für Strömungsforschung machte. 1967 wurde er an der TH Darmstadt mit der Arbeit Verdichtungswellen endlicher Amplitude in Gasen mit thermodynamischer Relaxation promoviert. 1971 habilitierte er sich in Darmstadt in theoretischer Mechanik.
Er war von 1975 bis zu seiner Emeritierung Professor für Mechanik an der Universität Karlsruhe, wo er 1975 bis 1999 das Institut für Theoretische Mechanik leitete.
In den 1980er Jahren war er ein bekannter Demonstrator von Experimenten in der Fernsehsendung Kopf um Kopf im WDR. Außerdem hatte er eine Kolumne in Bild der Wissenschaft. Er war Autor mehrerer Bücher über unterhaltsame Physik und war auch ein gefragter Vortragender an Universitäten mit seinen Demonstrationsexperimenten.
Als Wissenschaftler beschäftigte er sich neben (nichtlinearer) Mechanik und Thermodynamik von Kontinua auch mit der wissenschaftlichen Analyse von Spielzeugen.

## Bücher
- Der Traum des Seglers bei Flaute. Neue physikalische Spielereien aus Professor Bürgers Kabinett. Birkhäuser, Basel u. a. 1998, ISBN 3-7643-5879-3.
- Der paradoxe Eierkocher. Physikalische Spielereien aus Professor Bürgers Kabinett. Birkhäuser, Basel u. a. 1995, ISBN 3-7643-5105-5.
- mit Ernst Becker: Kontinuumsmechanik. Eine Einführung in die Grundlagen und einfache Anwendungen (= Leitfäden der angewandten Mathematik und Mechanik. 20). Teubner, Stuttgart 1975, ISBN 3-519-02319-9.